# Красново (Казахстан)
Красно́во (каз. Красново) — село у складі Айиртауського району Північноказахстанської області Казахстану. Входить до складу Константиновського сільського округу, раніше входило до складу ліквідованої Куспецької сільської ради.
Населення — 19 осіб (2021; 53 у 2009, 199 у 1999, 166 у 1989).
Національний склад станом на 1989 рік:
- росіяни — 56 %.